# ناتسوهیکو کیوگوکو
ناتسوهیکو کیوگوکو (به ژاپنی: 京極 夏彦 Kyōgoku Natsuhiko) یک نویسنده اهل ژاپن است.